# Sulfur
A Sulfur a Slipknot amerikai heavy metal együttes egyik dala. Ez a negyedik kislemezük a negyedik All Hope Is Gone stúdiólemezről. A kislemez 2009. június 15-én lett kiadva. A dal videóklipjét 2009. április 18-án adták ki. Ez volt az utolsó Slipknot videóklip az egykori basszusgitáros, Paul Gray halála előtt.

## Dallista

### USA CD Kislemez
1. "Sulfur" - 4:37

### Sulfur (Chris Lord-Alge Mix)
1. "Sulfur (Chris Lord-Alge Mix)" - 4:37